# Moshe Shapiro
Moshe Shapiro (* Oktober 1944; † 3. Dezember 2013 in Rechovot) war ein israelischer theoretischer Chemiker.

## Leben
Shapiro wurde in Israel geboren. Er studierte an der Hebräischen Universität Jerusalem und promovierte dort bei Raphael D. Levine mit einer Arbeit zur theoretischen Chemie. Anschließend war er von 1970 bis 1972 Postdoc an der Harvard University bei dem späteren Chemie-Nobelpreisträger Martin Karplus, wo er auf dem Gebiet der chemischen Reaktionsdynamik arbeitete. 1972 wechselte er an das Weizmann-Institut für Wissenschaften in Rechovot. Dort wurde er Professor für Chemische Physik. Seit 2002 hatte er außerdem einen Lehrstuhl am Chemistry Department der University of British Columbia.
Seine international am meisten beachteten Arbeiten veröffentlichte er zusammen mit Paul Brumer von der University of Toronto zur Theorie der Steuerung chemischer Reaktionen mit Lasern, auch als Quantenkontrolle chemischer Reaktionen bezeichnet. Außer den Pionierarbeiten zur kohärenten Kontrolle chemischer Reaktionen publizierte er zahlreiche weitere Arbeiten über Laserchemie, Quantencomputing, Spektroskopie von Übergangszuständen, Quantenmechanik und andere Gebiete.
2004 wurde Shapiro Fellow der American Physical Society. Neben anderen Auszeichnungen erhielt er 2007 den Willis E. Lamb Award for Laser Science and Quantum Optics, 2011 den John C. Polanyi Award der Canadian Society of Chemistry und 2001 den Israel Chemical Society Award.

## Schriften (Auswahl)
- P. Brumer, M. Shapiro: Control of unimolecular reactions using coherent light. In: Chemical Physics Letters. Band 126, Nr. 6, 1986, S. 541–546, doi:10.1016/S0009-2614(86)80171-3.
- M. Shapiro, P. Brumer: Laser control of product quantum state populations in unimolecular reactions. In: Journal of Chemical Physics. Band 84, Nr. 7, 1986, S. 4103, doi:10.1063/1.450074.
- P. Brumer, M. Shapiro: Laser control of molecular processes. In: Annual Review of Physical Chemistry. Band 43, 1992, S. 257–282, doi:10.1146/annurev.pc.43.100192.001353.
- M. Shapiro, P. Brumer: Coherent control of molecular dynamics. In: Reports on Progress in Physics. Band 66, Nr. 6, 2003, S. 859–942.
- Petr Král, Ioannis Thanopulos, Moshe Shapiro: Colloquium: Coherently controlled adiabatic passage. In: Reviews of Modern Physics. Band 79, Nr. 1, 2007, S. 53–77, doi:10.1103/RevModPhys.79.53.
- P. Brumer, M. Shapiro: Molecular response in one-photon absorption via natural thermal light vs. Pulsed laser excitation. In: Proceedings of the National Academy of Sciences. Band 109, Nr. 48, 2012, S. 19575–19578.
- Moshe Shapiro, Paul Brumer: Principles of the Quantum Control of Molecular Processes. John Wiley, Hoboken 2003, ISBN 0-471-24184-9.